# Jun’ichi Kōno
Jun’ichi Kōno (japanisch 高野 純一 Kōno Jun’ichi; * 21. Januar 1992 in der Präfektur Hyōgo) ist ein ehemaliger japanischer Fußballspieler.

## Karriere
Kōno erlernte das Fußballspielen in der Schulmannschaft der Ako High School und der Universitätsmannschaft der Dōshisha-Universität. Seinen ersten Vertrag unterschrieb er 2014 bei FC Ryūkyū. Der Verein spielte in der dritthöchsten Liga des Landes, der J3 League. Für den Verein absolvierte er 11 Ligaspiele. 2016 wechselte er zum FC Osaka. Für den Verein absolvierte er drei Ligaspiele. Ende 2016 beendete er seine Karriere als Fußballspieler.